# Profenofos
Profenofos es un insecticida del grupo de los organofosfatos. Es un líquido con un color entre amarillo pálido y ámbar. Posee un olor característico a ajo. Fue registrado por primera vez en los Estados Unidos en 1982.: 1 En 2015, no fue aprobado para el uso en la Unión Europea.

## Usos
Profenofos es utilizado en una variedad de cultivos, tales como el algodón y verduras como el maíz, la patata, soja y remolacha azucarera.: 404  En los Estados Unidos se utiliza exclusivamente en los cultivos de algodón y se utiliza principalmente contra los insectos lepidópteros.: 1 
Mezclado con phoxim, cipermetrina, beta-cipermetrina imidacloprid y deltametrina, el profenofos puede ser utilizado en contra del MealyBug del algodón, oruga de col, Plutella xylostella y orugas de espárrago, así como en contra los áfidos del trigo y la col (Brevicoryne brassicae).[cita requerida]

## Mecanismo de acción
Como otro organofosfatos, el profenofos actúa por vía de la inhibición de la enzima acetilcolinesterasa. Aunque es usado en forma de una mezcla racémica, el isómero S(-) es potente inhibitor.: 404 

## Síntesis

La ruta hacia la síntesis química de profenofos.

Profenofos puede ser sintetizado al reaccionar el cloruro de fosforilo con etóxido de sodio y sodio 1-propanethiolate, seguido por tratamiento con 4-bromo-2-cloro-fenol.: 332 

## Toxicidad
Un informe de la Organización Mundial de la Salud en 2007 encontró efectos adversos en trabajadores con exposición rutinaria a profenofos, sin ninguna teratología o carcinogenicidad.: 435–8 
Con base en un estudio de pacientes envenenados con profenofos y su pariente químico cercano prothiofos, el compuesto ha sido descrito como "de moderada toxicidad severa", causando insuficiencia respiratoria. Las diferencias en la estructura química que distingue estos dos compuestos de otros pesticidas organofosfatos más comunes –concretamente, la presencia del grupo S-alkyl en el átomo de fósforo donde la mayoría los compuestos OP poseen un grupo metoxilo o ethoxy– subyacen diferencias en su comportamiento como los inhibidores de la enzima acetilcolinesterasa comparado con el resto de la familia de los OP.
En uno estudio de un paciente que murió de envenenamiento por profenofos, los mayores metabolitos de profenofos fueron identificados como des-S-propylated profenofos, dos isómeros de  propenofos despropylated, y propenofos desethylated. Un metabolito intermedio, no tóxico, 4-bromo-2-clorofenol, ha sido propuesto como biomarcador por exposición.

## Efectos medioambientales
Un informe de la Agencia de Protección Medioambiental de Estados Unidos identifica al profenofos como tóxico a pájaros, mamíferos pequeños, abejas, peces e invertebrados acuáticos, señalando varios incidentes de muertes de peces en los que la exposición al profenofos, principalmente debido a la escorrentía, estaba asociada como una posible causa.: 2–3 